# نیکلاس جک
نیکلاس جک (انگلیسی: Niklas Jeck؛ زادهٔ ۱۸ سپتامبر ۲۰۰۱) بازیکن فوتبال است.